# 정문경
정문경(精文鏡) 또는 옛 명칭 다뉴세문경(多鈕細紋鏡)은 청동기시대(초기철기시대)에 만들어진 청동으로 된 거울로 잔무늬거울이라고 한다. 한 면은 거울로 비출 수 있도록 하고, 뒷 면에는 거울을 멜 때 사용하는 고리인 "뉴(鈕)"가 2개 있다.

## 개요
정문경은 지름 21.2cm, 테두리 폭이 1cm이며, 앞선 시대에 있던 거칠게 무늬를 새긴 거울(거친무늬거울, 粗紋鏡)에 비해, 작은 삼각형을 기본으로 하여 기하학적 무늬를 세밀하게 새긴 것이 특징이다. 현존하는 잔무늬거울 가운데 가장 크며, 동질(銅質)·주조(鑄造)·문양 등의 면에서 세문경(細紋鏡)으로서 가장 뛰어난 작품이다.
볼록 두드러진 테를 주변에 돌리고 그 안에 가는 선으로 기하학적인 문양을 새기고, 내구(內區), 중구(中區), 외구(外區)로 3등분 되어 있다. 외구에는 사선 삼각형을 조직적으로 종으로 배치하면서 그 중간에 4쌍의 동심원을 균형있게 배치하였고, 주석이 많이 들어가 빛이 잘 반사되게 만들었다. 중간구에는 역시 사선 삼각형 무늬를 횡으로 조합하였으며, 내구는 꼭지를 둘러싸고 5겹으로 사선원을 두른 다음 그 내부에 중간구와 대치되게 삼각선 무늬를 조합하였다.
정문경의 놀라운 제작 기술 때문에 세간에는 정문경을 현대 기술로도 복제할 수 없다는 소문이 떠돌고 언론에서 이를 유포하기도 했다. 그러나 다뉴세문경의 제작은 어렵기는 하지만 불가능한 것이 아니며, 실제로 복제에 성공하였고 심지어 복제품이 나돌기도 했다. 2008년 10월 16일 열린 《국보 제141호 다뉴세문경 과학적 보존처리》학술대회에서는 과학적 조사를 통해 다뉴세문경의 합금 비율을 구리 65.7: 주석 34.3, 거푸집은 입자가 가는 모래에 문양을 조각하여 만들었음을 밝혔다.

## 출토
국보 141호로 지정된 정문경의 정확한 출토 경위는 알려져 있지 않으나, 한병삼(전 국립중앙박물관장)의 증언에 따르면 논산훈련소에서 참호를 파던 군인들에 의해 발견된 뒤 중간 상인에게 유통되던 유물이라 한다. 국보 146호로 지정되어 있는 강원도 출토 일괄 유물과 같은 장소에서 출토된 ‘일괄 유물’이라는 주장도 제기되었다.
- 중국 랴오닝성(遼寧省) 자오양현(朝陽縣) 남서쪽 약 12.5 km 지점 십이대영자(十二臺營子) (1958년)
- 전남 화순군 대곡리 마을 (1971년)
- 충남 예산군 동서리 마을 (1978년)
- 전북 완주군 이서면 반교리 갈동유적 (2007년)
- 후쿠오카시 요시타케 타카키(吉武高木) 유적의 3호 목관묘(1985년)

## 제작시기
청동거울의 제작시기는 대략 기원전 4세기 전후로 보고 있는데 이 시기는 초기 철기 시대에 해당하며 세형 동검을 중심으로 하는 청동기 세공 기술이 매우 발전하여 다양한 청동기 장신구가 제작될 수 있었던 시기였다.

## 사용 및 기술력
청동기 시대 거울은 아무나 갖지 못했다. 신의 뜻을 전하는 제사장의 권력을 상징하는 신비한 힘을 가진 물건이었다. 번개 무늬, 별 무늬, 태양 무늬 등 다소 성긴 모양의 조문경(粗文鏡)에 나타나는 무늬만 봐도 그러하다. 세밀한 기하학적인 무늬로 발전한 세문경(細文鏡)도 태양의 상징을 담고 있다. 함께 출토되는 청동방울을 봐도 샤먼적인 성격을 추정할 수 있다. 기원전 4세기에 제작된 것으로 보이는 충남 예산의 동서리 출토(1978년)의 별무늬 청동거울이 좋은 예인데 2007년 완주 갈동 5호 목관묘에서 출토된 정문경은 선의 굵기가 0.1~0.2mm에 불과할 정도로 정밀하다. 정문경으로 기술력이 정점에 달했던 청동거울은 어느 순간 맥이 뚝 끊기고 삼한시대에 접어들면서 중국 수입품인 한경(韓鏡)으로 대체(代替)된다. 창원 다호리 1호분 성운문경이 대표적이다. 지름 21cm인 이 정문경은 거울 뒷면에 0.3mm 간격으로 무려 1만3천개에 이르는 가는 선을 새겨넣은 섬세한 제작 기법이 특징이다.

## 같이 보기
- 동경 (거울)

## 참고 문헌
- 정문경 - 국가유산청 국가유산포털

 본 문서에는 서울특별시에서 지식공유 프로젝트를 통해 퍼블릭 도메인으로 공개한 저작물을 기초로 작성된 내용이 포함되어 있습니다.